# Manfred von Vegesack
Manfred Balthasar Heinrich Theophil von Vegesack (lettiska: Manfrēds Baltazārs Heinrihs Teofils fon Fēgezaks), född 10 augusti 1879 i Valmeira, Lettland (dåvarande Kejsardömet Ryssland), död 9 april 1966 i Paide, var en balttysk advokat och politiker.

## Biografi
von Vegesack studerade juridik 1899–1903, och i Berlin 1903–1905. Han doktorerade vid universitet i Erlangen-Nürnberg 1905. Han återvände hem samma år. Från 1910 var han ägare till herrgården Blumbergshof. 
Åren 1922–1925 var han medlem av Saeima. 